# Наволок (Приморський район)
Наволок (рос. Наволок) — присілок в Приморському районі Архангельської області Російської Федерації.
Населення становить 84 особи. Входить до складу муніципального утворення Талазьке поселення.

## Історія
Від 2004 року входить до складу муніципального утворення Талазьке поселення.

## Населення
| 2002 | 2010 | 2012 |
| ---- | ---- | ---- |
| 70   | ↘65  | ↗84  |